# Happy Birthdead
Cet article possède un paronyme, voir Happy Birthday.
« Happy Death Day » redirige ici. Pour les autres significations, voir Happy Death Day (homonymie).
Série Happy Birthdead
Happy Birthdead 2 You
(2019)
Pour plus de détails, voir Fiche technique et Distribution.
Happy Birthdead, ou Bonne fête encore ! au Québec, (Happy Death Day) est une comédie horrifique américaine réalisée par Christopher Landon et sortie en 2017 au cinéma.
Le film a été un succès surprise au box-office mondial, récoltant plus de 122 millions de dollars pour un petit budget de seulement 4,8 millions. Il a également reçu un accueil majoritairement favorable de la critique américaine, notamment pour la performance de Jessica Rothe.
Un deuxième volet, intitulé Happy Birthdead 2 You et toujours réalisé par Christopher Landon, est sorti en 2019.
Le film évoque Theresa « Tree » Gelbman, une étudiante membre de la sororité Kappa, qui se réveille le jour de son anniversaire dans la chambre de Carter Davis, un étudiant l'ayant aidée après son énorme cuite de la nuit dernière. Tree, assez superficielle, repousse Carter, refuse les appels de son père, couche avec son professeur (le docteur marié Gregory Butler) et se comporte mal avec sa colocataire, l'infirmière Lori Spengler, même quand cette dernière essaye de lui faire une surprise pour son anniversaire. Dans la soirée, Tree se rend à une fête organisée plus loin dans le campus. Sur le chemin, elle est attaquée et assassinée par un homme portant le masque de bébé de la mascotte de l'université. Tree se réveille aussitôt dans la chambre de Carter et se rend bientôt compte qu'elle est en train de revivre la même journée. Après s'être fait assassiner une seconde fois, Tree comprend qu'elle est bloquée dans une boucle temporelle. Elle déduit que la seule solution pour terminer cette boucle est de trouver le tueur et de l'arrêter, avant d'être à nouveau assassinée…

## Synopsis
Theresa « Tree » Gelbman, une étudiante, se réveille le jour de son anniversaire dans la chambre d'un autre étudiant, Carter Davis, après avoir beaucoup bu la veille au soir. Tree ignore les appels de son père, rejette la proposition de Carter de se revoir, jette un gâteau d'anniversaire offert par sa colocataire Lori Spengler, et continue sa liaison avec son professeur marié, Gregory Butler. Cette nuit-là, alors qu'elle se rend à une fête, Tree est attirée dans un tunnel et assassinée par une silhouette encapuchonnée portant le masque de bébé de la mascotte du campus.
Tree se réveille le lendemain matin dans le lit de Carter et les événements de la veille se répètent. Troublée par cette situation qu'elle ne comprend pas, elle revit la même journée mais évite le tunnel, se dirigeant plutôt vers une maison de fraternité étudiante pour une fête surprise. Cependant, l'assassin masqué la suit à la fête et la tue à nouveau. Le matin suivant, Tree se rend compte qu'elle est dans une boucle temporelle et essaie d'éviter la mort en se barricadant dans sa chambre, mais l'assassin, qui s'y était caché, la tue encore.
À son réveil, elle raconte son histoire à Carter, qui, bien qu'incrédule, lui suggère de profiter de la boucle pour identifier son tueur. Elle passe les boucles suivantes à prendre en filature des camarades de classe suspects et se fait invariablement tuer. Après une boucle où elle est morte matraquée, elle s'évanouit peu après son réveil. À l'hôpital du campus, elle apprend que son corps montre des signes de blessures traumatiques multiples, ce qui indique qu'elle conserve des dommages physiques de ses décès antérieurs. Peu après s'être échappée de l'hôpital, elle est poursuivie et tuée.
En se réveillant à nouveau dans le lit de Carter, Tree le persuade de la réalité de sa situation difficile en lui montrant qu'elle connait à l'avance les divers événements de la journée. Tree lui dit aussi qu'elle n'aime pas ce qu'elle est devenue depuis qu'elle s'est éloignée de son père après la mort de sa mère. Plus tard, Tree voit un reportage sur John Tombs, un tueur en série détenu à l'hôpital. En concluant que Tombs est son assassin, Tree se précipite à l'hôpital pour prévenir les autorités qu'il va s'enfuir. Tombs se libère et tue presque Tree, mais Carter la sauve. Tombs tue Carter avant de poursuivre Tree jusqu'à un clocher voisin où elle parvient à le mettre hors de combat. Réalisant que Carter restera mort si elle ne redémarre pas la boucle, Tree se pend elle-même.
Lors de la boucle suivante, Tree met fin à sa liaison avec Butler et se réconcilie avec son père. Cette nuit-là, elle va à l'hôpital et attaque et tue Tombs. Soulagée d'être enfin libre, elle fête son anniversaire dans la chambre de Carter et mange le gâteau que lui a offert Lori. Tree se réveille dans une nouvelle boucle. Confuse et en colère, elle retourne dans sa chambre où Lori lui offre à nouveau son gâteau. Tree se rend compte que la dernière boucle était la seule où elle a mangé le gâteau et qu'elle est morte dans son sommeil. Elle en déduit que Lori est le tueur ; elle a empoisonné le gâteau, et s'est aussi servie de son travail d'infirmière à l'hôpital pour droguer et piéger Tombs pour le meurtre de Tree. Tree essaie de contraindre Lori à prendre une part du gâteau, mais celle-ci refuse. Tree envisage alors de porter le gâteau à la police. Lori se jette sur Tree et lui avoue qu'elle est jalouse de sa liaison avec Butler. Les deux filles se battent et Tree parvient à fourrer le gâteau dans la bouche de Lori avant de la défenestrer.
Tree et Carter parlent des événements de la journée dans un restaurant. Ils passent la nuit dans la chambre de Carter, et Tree se réveille le lendemain en se croyant dans une nouvelle boucle. Carter lui révèle que c'était une blague, et ils s'embrassent.

## Fiche technique
Sauf indication contraire, les informations mentionnées dans cette section peuvent être confirmées par la base de données cinématographiques IMDb,  présente dans la section « Liens externes ».
- Titre original : Happy Death Day
- Titre français : Happy Birthdead
- Titre québécois : Bonne fête encore !
- Réalisation : Christopher Landon
- Scénario : Christopher Landon, d'après un scénario de Scott Lobdell
- Direction artistique : Michelle C. Harmon
- Décors : Gretchen Gattuso
- Costumes : Meagan McLaughlin
- Photographie : Toby Oliver
- Montage : Gregory Plotkin
- Musique : Bear McCreary
- Production : Jason Blum
- Co-production : Phillip Dawe, Beatriz Sequeira et Ryan Turek
- Producteurs délégués : John Baldecchi, Angela Mancuso, Seth William Meier, Couper Samuelson et Jeanette Volturno
- Sociétés de production : Blumhouse Productions
- Société de distribution : Universal Pictures
- Budget : 4,8 millions de dollars[1]
- Pays d'origine :  États-Unis
- Langue originale : anglais
- Format : couleur — 2.35 : 1 — son Dolby Digital
- Genre : comédie horrifique
- Durée : 96 minutes
- Dates de sortie :
  - États-Unis / Québec : 13 octobre 2017
  - Belgique : 25 octobre 2017
  - France : 15 novembre 2017
- Classification : Interdit aux moins de 12 ans lors de sa sortie en France.

## Distribution
- Jessica Rothe (VFB : Audrey d'Hulstère ; VQ : Marion Van Bogaert Nolasco) : Theresa « Tree » Gelbman
- Israel Broussard (VFB : Maxime Van Santfoort ; VQ : Nicolas Bacon) : Carter Davis
- Ruby Modine (VFB : Mélissa Windal ; VQ : Eve Mangin) : Lori Spengler
- Rachel Matthews (VFB : Sophie Frison ; VQ : Marie-Ève Soulard La Ferrière) : Danielle Bouseman
- Charles Aitken (VFB : Sébastien Hébrant ; VQ : Alexandre Fortin) : Dr Gregory Butler
- Caleb Spillyards : Tim Bauer
- Rob Mello (VFB : Olivier Bony) : John Tombs
- Phi Vu (VFB : Grégory Praet) : Ryan Phan
- Cariella Smith (VFB : Annaïg Bouguet) : Becky Shepard
- Tran Tran : Emily
- Blaine Kern III (VFB : Nicolas Matthys) : Nick Sims
- Ramsey Anderson (VFB : David Macaluso ; VQ : Louis-Philippe Berthiaume) : Keith Lumbly
- Laura Clifton (VFB : Sandrine Henry) : Stephanie Butler
- Jason Bayle (VFB : Patrick Donnay) : David Gelbman
- Tenea Intriago : la protestante
- Dane Rhodes : l'officer Santora
- Jimmy Gonzales (VF : Pierre Lognay) : le policier à l'hôpital
- Source et légende : Version française (VF) via le carton de doublage en fin de film et version québécoise (VQ) via Doublage.QC.CA[4].

## Production

### Genèse et développement
En juillet 2007, le film est annoncé sour le titre de travail Half to Death avec Megan Fox dans le rôle principal. Il devait être produit par Platinum Dunes, la société de Michael Bay, en co-production avec Rogue Pictures et réalisé par Antti Jokinen. Néanmoins, le scénario d'origine écrit par Scott Lobdell ne plaît pas au studio qui engage Christopher Landon pour le ré-écrire, mais le projet ne décolle pas.
Plusieurs années après, Angela Mancuso, productrice déléguée du projet, lance l'idée de relancer la production du film à Christopher Landon qui décide d'envoyer le script au producteur Jason Blum avec qui il avait travaillé sur Paranormal Activity: The Marked Ones. Ce dernier décide d'accepter le projet, qui est validé par Universal Pictures qui annonce officiellement le film en octobre 2017. Christopher Landon est également confirmé à la réalisation.
Le masque du tueur est une création de Tony Gardner, le créateur du célèbre masque de Ghostface dans la série de films Scream. L'idée lui est venue quand il attendait la naissance de son premier enfant, effrayé par l'idée de devenir père. Il utilisa un masque de cochon pour créer le modèle.
La série de films horrifiques Scream est d'ailleurs l'une des principales inspirations du film pour le réalisateur Christopher Landon. Il dévoile aussi que le film d'horreur Halloween : La Nuit des masques et les comédies Un jour sans fin, Seize bougies pour Sam et Retour vers le futur l'ont inspiré pour réaliser ce film d'horreur qu'il décrit comme drôle et idiot.
L'évolution du personnage principal de Un jour sans fin lui a également servi de modèle pour le personnage de Tree, voulant s'en servir pour dénoncer le comportement des jeunes à l'ère des réseaux sociaux, qu'il considère comme parfois stupide.

### Attribution des rôles
Lors de l'annonce du film par Universal Pictures en octobre 2016, il est dévoilé que Jessica Rothe en sera l’héroïne. Le mois suivant, Ruby Modine, Charles Aitken, Rachel Matthews et Israel Broussard signent pour rejoindre la distribution.

### Tournage
Le tournage s'est déroulé sur cinq semaines à l'université Loyola de La Nouvelle-Orléans. Les scènes de Tree dans la chambre de Carter ont été tournées à la suite sur deux jours.
À l'origine, la scène finale du film devait être tournée à la sororité mais à la suite de l'expiration de l'autorisation de tournage, la production fut obligée de quitter les lieux. La scène fut alors tournée dans un diner à Los Angeles où se tournaient certaines scènes d'un autre film produit par Blumhouse Productions, Split.

### Changement de fin
Note : Attention, le passage qui suit révèle certains éléments de la fin du film.
À l'origine, après son combat avec Lori, Tree devait être envoyée à l'hôpital où un infirmier l'informait qu'elle devait éviter les médicaments à la suite de ses blessures sévères. Après le départ de l'infirmier, la femme du Dr Butler, Stephanie, arrivait et assassinait Tree pour se venger de sa liaison avec son mari. Le film se terminait donc sur une nouvelle mort de Tree, sans préciser si elle se réveillait par la suite.
Cette fin, qui a été tournée par l'équipe, fut présentée lors d'une projection test mais fut reçue de manière négative par le public, ce qui poussa Christopher Landon à choisir la fin qui se trouve dans la version finale du film. Il dévoila également que dans ses premiers tests écrits pour le script, il prévoyait que Lori et Stephanie forment un duo de tueuses mais qu'il préféra finalement développer l'idée du cupcake empoisonné.

## Accueil

### Box-office
| Pays ou région | Box-office      | Date d'arrêt du box-office | Nombre de semaines |
| -------------- | --------------- | -------------------------- | ------------------ |
| France         | 552 407 entrées | 16 janvier 2018            | 9                  |
| États-Unis     | 55 683 845 $    | 14 décembre 2017           | 9                  |
| Total mondial  | 125 479 266 $   | 11 février 2018            | 17                 |

### Critiques
Le film reçoit des critiques majoritairement positives de la presse américaine. Sur le site agrégateur de critiques Rotten Tomatoes, il obtient 71 % de critiques positives, avec une note moyenne de 5,99/10 sur la base de 102 critiques positives et 41 critiques négatives.
Le consensus critique établi par le site résume que le film apporte une dose d'humour noir et de science-fiction aux règles classiques du slasher avec, en plus, une performance de Jessica Rothe qui lui permet de se révéler.
Sur Metacritic, il reçoit des critiques plus mitigées, obtenant une note de 58/100 basée sur 26 critiques collectées.

## Suite
Après la sortie du film, le réalisateur et scénariste Christopher Landon dévoile avoir des idées pour une suite qui se concentrerait sur Tree et les raisons qui font qu'elle est enfermée dans une boucle temporelle lors de ses morts. Il présente le script à Jessica Rothe, l'interprète de Tree, qui révèle être emballée par le projet, considérant qu'il fait honneur au premier film et offre un deuxième volet digne des suites de la trilogie Retour vers le futur.
Le film est officiellement validé par Universal Pictures en mars 2018. Jessica Rothe, Israel Broussard, Ruby Modine et Rachel Matthews seront de retour dans cette suite intitulée Happy Birthdead 2 You et prévue pour février 2019.
Cette suite reprend après les événements du premier volet et explique de nombreux éléments restés en suspens.